# 우리가족: 라멘샵
《우리가족: 라멘샵》(영어: Ramen Teh, 중국어: 情牽拉麵茶)은 2018년 3월에 개봉한 싱가포르, 일본, 프랑스의 드라마 영화이다. 에릭 쿠가 감독을 맡았다. 싱가포르에서는 2018년 3월 29일에, 대한민국에서는 2019년 1월 31일에 개봉되었다.

## 줄거리
“우리가 먹는 것이 곧 우리 자신이 된다” - 히포크라테스, “음식은 우리의 공감대이며 세계적인 공감대이다” - 제임스 비어드
아빠의 요리 ‘라멘’과 엄마의 요리 ‘바쿠테', 둘이 만나 가족 레시피가 탄생했다. 오직 당신을 위해 요리하는 깊고 진한 가족의 맛, 따뜻한 한 그릇을 대접한다.

## 출연진
- 사이토 타쿠미 - 마사토 역
- 이하라 츠요시 - 카즈오 역
- 마츠다 세이코 - 미키 역
- 구훤 - 메이 역
- 베쇼 테츠야 - 아키오 역
- 마크 리